# Teofilakt (Georgiadis)
Teofilakt, imię świeckie Teodosios Georgiadis (ur. 1951 w Harawgi, zm. 8 października 2021) – grecki biskup prawosławny służący w jurysdykcji Patriarchatu Jerozolimskiego.

## Życiorys
Ukończył szkołę teologiczną w Ksanti. W 1972 został zatrudniony przez Patriarchat Jerozolimski jako sekretarz kancelarii patriarszej. 16 lutego 1973 złożył wieczyste śluby mnisze, przyjmując imię Teofilakt. Trzy dni później został wyświęcony na hierodiakona.
Od 1976 był sekretarzem rady ds. nieruchomości należących do Kościoła jerozolimskiego. W 1977 został wyświęcony na hieromnicha, obejmując równocześnie godność przełożonego klasztoru św. Symeona w Kata. Następnie został skierowany na wyższe studia teologiczne do Petrupoli. Po ich ukończeniu, w 1984, zamieszkał w klasztorze w Betlejem, będąc ponadto od 1985 sekretarzem komisji ds. ekonomicznych Patriarchatu Jerozolimskiego. Od 1986 do 1987 był przełożonym klasztoru Krzyża Świętego. Następnie od 1989 do 2001 pełnił obowiązki oficjalnego przedstawiciela Patriarchatu Jerozolimskiego przy Rosyjskim Kościele Prawosławnym.
W 2001 wrócił do Jerozolimy i został mianowany członkiem Świętego Synodu Patriarchatu Jerozolimskiego. W 2003 został przełożonym klasztoru św. Teodora w Jerozolimie, został ponadto skierowany do pracy duszpasterskiej w patriarchalnej świątyni Świętych Konstantyna i Heleny.
18 listopada 2005 mianowany patriarszym przedstawicielem w Betlejem oraz nominowany na arcybiskupa Jordanii. Jego chirotonia biskupia odbyła się 4 grudnia 2005 w bazylice Zmartwychwstania Pańskiego w Jerozolimie. Zmarł 8 października 2021.